# Saint-Raphaël Var Volley-Ball
Maillots
Le Saint-Raphaël Var Volley-Ball est un ancien club français de volley-ball féminin basé à Saint-Raphaël. 
En proie à des difficultés économiques, il disparaît à l'issue de la saison 2022-2023 après 76 années d'existence.

## Historique
(mars 2018).
- 1947 : Création des sections de volley masculin et féminin au sein du Stade Raphaëlois
- 1959 : Jumelage des sections volley du Stade Raphaëlois et de l’Étoile Sportive Fréjussienne, et création de la première association intercommunale l'Association Sportive Fréjus Saint-Raphaël.
- 1976 : Le club est renommé en Association sportive Fréjus Saint-Raphaël
- 1981 : le club devient exclusivement féminin
- 1983 : À la demande des deux municipalités, l’ASFSR redevient uniquement raphaëloise sous le nom de l’ASSR - Champion de France Nationale 3
- 1985 : Championne de France Nationale 2, accession Nationale 1A
- 1986 : Championne de France Nationale 1B
- 1990 : Finaliste de la Coupe de France
- 1991 : Participation à la finale à quatre de la Coupe de France - Coupe d'Europe des Vainqueurs de coupe.
- 1992 : Vice-Champion de France
- 1993 : Coupe d'Europe Confédérale
- 1996 : Le club est rétrogradé financièrement en Nationale 2
- 2000 : champion de France Nationale 2, et accession en Nationale 1
- 2003 : champion de France Nationale 1 et accession en Pro A
- 2004 : Championnat PRO A
- 2008 : champion de France Nationale 1 et accession en Pro A
- 2011 : rétrogradation en DEF
- 2012 : Championnat LIGUE AF (PRO A)
- 2013 : Champion de France Élite, accession en LAF
- 2016 : vainqueur du championnat de France et qualification directe pour la ligue des champions
- 2019 : vainqueur de la Coupe de France
- 2023 : Disparition

## Palmarès
- Saison 1989/1990 : Finaliste de la Coupe de France
- Saison 1991/1992 : Vice-Champion de France
- Saison 2000/2001 : Champion N2
- Saison 2002/2003 : Champion N1
- Saison 2007/2008 : Champion N1
- Saison 2012/2013 : Champion de France Élite et vainqueur de la Coupe de France Fédérale
- Saison 2015/2016 : Champion de France de Ligue A
- Saison 2018/2019 : Vainqueur Coupe de France

- Coupe de France amateur (1) :
  - Vainqueur en 2014.

## Entraîneurs
- ??? :  Jean-Marie Fabiani
- 2008-2010 :  Rayna Minkova
- 2010 :  Violaine Scalabre
- 2013-2019 :  Giulio Bregoli
- 2019-2022 :  Alexis Farjaudon
- 2022- :  Riccardo Marchesi (it)

## Équipementier
| Période                | Équipementier |       |
| ---------------------- | ------------- | ----- |
| 2017/09 min. – 2022/07 | Panzeri       | [ 5 ] |
| 2022/07 –              | Nolt          | [ 6 ] |